# Marktbrunnen (Altensteig)

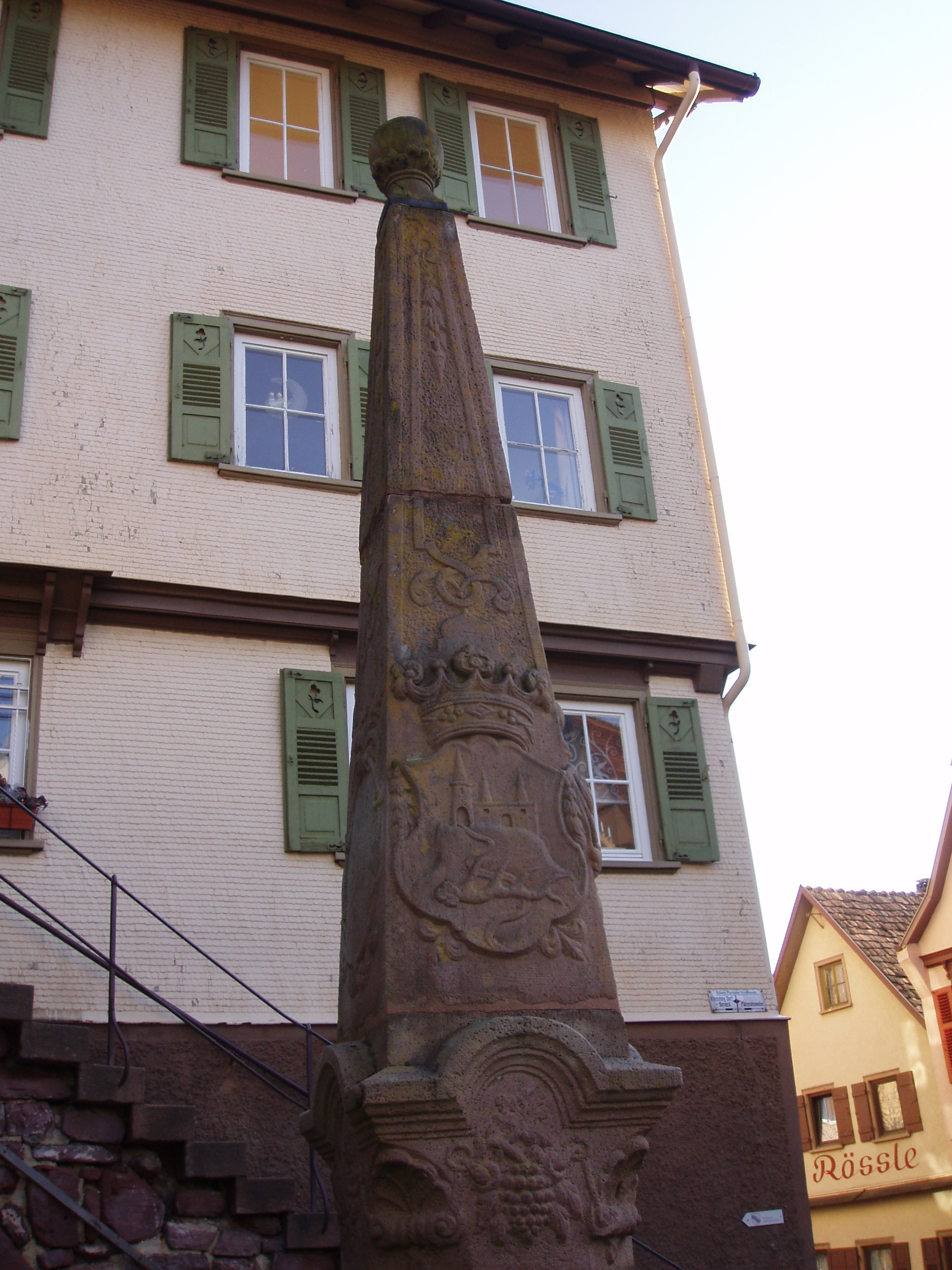
Marktbrunnen in Altensteig

Der barocke Marktbrunnen in Altensteig, einer Stadt im Landkreis Calw in Baden-Württemberg, wurde 1747 errichtet. Er befindet sich in zentraler Lage auf dem Marktplatz gegenüber dem Rathaus und ist ein Kulturdenkmal von besonderer Bedeutung.
Der Brunnen mit achteckigem Brunnentrog und achteckigem Brunnenstock mit aufgesetztem Obelisken aus Buntsandstein besitzt an der östlichen Seite eine Inschrift mit den Namen der Bürgermeister Stoll und Lentz. An der südlichen Seite, zum Rathaus hin, ist das württembergische Wappen mit Herzogskrone und der Jahreszahl 1747 angebracht. An der Westseite ist das Altensteiger Wappen mit Herzogskrone und im Norden eine leere Kartusche zu sehen. Auf der bekrönenden Kugel stand ursprünglich ein hölzerner Adler. Die aufwändige Gestaltung mit Brunnensäule und reliefverziertem Trog zeugt vom Repräsentationswillen der Stadt.
Der Marktbrunnen wurde im Jahr 1514 erstmals urkundlich erwähnt. 1747 wurde der heutige Brunnen als Ersatz des durch den Einsturz der Stützmauer  zerstörten Vorgängerbrunnens von den Steinmetzen Jacob und Christoph Reich aus Dornstetten geschaffen.
Der Brunnen ist auch ein Zeugnis für die historische Wasserversorgung in Altensteig. Die Brunnen in der Oberstadt wurden von Quellen außerhalb der Stadt gespeist, deren Wasser man mit Deichelleitungen herleitete.